# Kangvarella
Kangvarella es un género de foraminífero bentónico de la subfamilia Pseudostaffellinae, de la familia Ozawainellidae, de la superfamilia Fusulinoidea, del suborden Fusulinina y del orden Fusulinida. Su especie tipo es Kangvarella irregularis. Su rango cronoestratigráfico abarca el Murgabiense superior (Pérmico superior).

## Discusión
Clasificaciones más recientes incluyen Kangvarella en la superfamilia Ozawainelloidea, y en la subclase Fusulinana de la clase Fusulinata. Clasificaciones más recientes incluyen Kangvarella en la familia Pseudostaffellidae.

## Clasificación
Kangvarella incluye a la siguiente especie:
- Kangvarella irregularis